# Monster (álbum de B'z)
Monster é o décimo quinto álbum da banda japonesa de hard rock B'z, lançado em 28 de junho de 2008 pela Vermillion Records. Vendeu 400.616 cópias na primeira semana, chegando à 1ª colocação da Oricon Albums Chart. No total, vendeu 517.987 cópias.

## Faixas
Todas as letras escritas por Koshi Inaba, todas as músicas compostas por Tak Matsumoto.
| N.º            | Título                                                 | Duração |  |
| 1.             | "ALL-OUT ATTACK"                                       | 4:11    |  |
| 2.             | "Splash!"                                              | 3:33    |  |
| 3.             | "Yuruginai Mono Hitotsu" (ゆるぎないものひとつ)        | 4:38    |  |
| 4.             | "Koi no Sama- Sesshon" (恋のサマーセッション)          | 3:28    |  |
| 5.             | "Kemuri no Sekai" (ケムリの世界)                       | 3:05    |  |
| 6.             | "Shoudou ~MONSTER MiX~" (衝動 ~MONSTER MiX~)           | 3:16    |  |
| 7.             | "Mugon no Promise" (無言のPromise)                     | 4:57    |  |
| 8.             | "Monster"                                              | 4:53    |  |
| 9.             | "Netemosametemo" (ネテモサメテモ)                      | 3:26    |  |
| 10.            | "Happy Birthday"                                       | 3:54    |  |
| 11.            | "Pierrot" (ピエロ)                                     | 3:13    |  |
| 12.            | "Amadare Buru-zu" (雨だれぶるーず)                     | 6:17    |  |
| 13.            | "Ashita Mata Hi ga Noboru Nara" (明日また陽が昇るなら) | 3:57    |  |
| 14.            | "Ocean ~2006 MiX~"                                     | 5:26    |  |
| Duração total: | Duração total:                                         | 59:04   |  |

## Músicos
- Tak Matsumoto (guitarra)
- Koshi Inaba (vocais)